# Гадючник звичайний
Гадючник звичайний, гадючник шестипелюстковий (Filipendula vulgaris Moench.) — вид рослин родини розові .

## Назва
Місцеві назви — лабазник, таволга, балабан тощо.

## Біоморфологічна характеристика
Багаторічна трав'яниста рослина родини розових (Rosaceae) 30-80 см заввишки з тонким кореневищем, з веретеноподібними або майже кулястими бульбами. Стебло одне або кілька, прямостояче, нерозгалужене, слабооблистнене.
Прикореневі листки зібрані в розетку, переривчастоперисторозсічені, мають до 20 пар видовжених, глибоконадрізаних або перистозубчастих бокових часток. Стеблові листки чергові, нечисленні, з великими прилистками, що зрослися з черешками. Квітки дрібні, двостатеві, правильні, зібрані в кінцеву багатоквіткову волоть. Оцвітина подвійна, шестипелюсткова, чашечка вільна. Віночок білий, з вільних, зовні рожевих пелюсток. Тичинок багато, майже стільки, скільки і пелюсток. Маточок 5-15, зав'язь верхня. Плід — складна листянка.

## Життєвий цикл
Цвіте у червні — липні.

## Поширення та середовище існування
Гадючник шестипелюстковий росте у мішаних лісах на галявинах, узліссях, у чагарниках. Рослина тіньовитривала. Поширений по всій Україні, крім Карпат і південних районів Степу. Райони заготівель — Лісостеп, південне Полісся. Охороняється в багатьох областях України.

## Практичне використання
Лікарська, харчова, медоносна, дубильна, фарбувальна й декоративна рослина.
У науковій медицині використовують кореневища як в'яжучий, потогінний і сечогінний засіб. Кореневища і корені містять глікозид гаультерин.
У народній медицині всю рослину використовують як сечогінний засіб при нирковокам'яній хворобі. Застосовують також квітки, траву і кореневища з коренями гадючника в'язолистого. Чай з квіток п'ють як сечогінний засіб при нефритах, хворобах сечового міхура, ревматизмі, подагрі, а також при болях у шлунку. Траву використовують як потогінне і сечогінне, при укусах собак.
Корінь гадючника в'язолистого містить метилсаліцилову ефірну олію, тому його застосовують для лікування ревматизму, різних катарів, геморою, для промивання гнійних ран, клізм при проносах, для компресів на довго незагоювані рани, фістули, виразки, чиряки.
Трава гадючника в'язолистого містить ефірну олію з саліциловим альдегідом, метилсаліцилову ефірну олію, вільну саліцилову кислоту, дубильні речовини, віск, жир і вітамін С (300 мг%).
У гомеопатії препарати з гадючника в'язолистого застосовують для лікування ревматизму і подагри.
Гадючник в'язолистий — гарна танідоносна рослина. Корені його містять від 11,3 до 15 % дубильних речовин, листки — від 6,5 до 20,6 %, стебла від 2,4 до 3,7 %. За дубильними якостями екстракт гадючника не відрізняється від екстрактів дуба і верби. Знаряддя рибного лову, видублені екстрактом гадючника, довше експлуатуються і менше загнивають. Гадючник шестипелюстковий містить менше дубильних речовин: у коренях — 8,6-0,8 %, у листках і квітках — 8,4-22,4 % , у стеблі — 2,3 % .
Листки й квітки гадючника в'язолистого дають жовту фарбу, а з квасцями — чорну. Останнім часом у квітках знайдено фітонциди.
Обидва види гадючника декоративні рослини. Вони придатні для насаджень на узліссях, відкритих ділянках у парках і лісопарках, а також уздовж шосейних доріг і залізниць.

### У харчуванні
Квітки обох видів гадючника використовують як сурогат чаю, в Скандинавії — для ароматизації пиво і вина.
Кореневі бульби гадючника шестипелюсткового, що містять багато крохмалю, вживають в їжу. На Кавказі коріння викопують восени або напровесні - до початку рості, очищають від шкірки і варять у солоній воді. На смак нагадують виварені фрукти з узвару. В Кореї та на узбережжі Японського моря й Татарської протоки коріння їдять сирим і вареним. Раніше удегейці заготовляли корені на зиму.
Навесні молоді соковиті, дещо кислуваті на смак листки разом з черешками вживають для приготування юшок, зелених борщів, окрошки.
Обидва види — добрі літні медоноси і пилконоси, бджоли збирають з них багато меду і пилку.

### Збирання, переробка та зберігання
Кореневища з коренями гадючника шестипелюсткового заготовляють восени (вересень — жовтень) або рано навесні до початку відростання (квітень) . Викопують їх лопатами, струшують землю, секаторами обрізують від них стебла і зразу ж миють у холодній воді. Сушать сировину на горищах під залізним дахом або під навісами з гарною вентиляцією, розстеливши шаром 3-5 см на папері або тканині. Пакують у мішки по 30 кг або в тюки по 50 кг. Упаковану сировину зберігають у сухих, добре провітрюваних приміщеннях на стелажах.

## Галерея

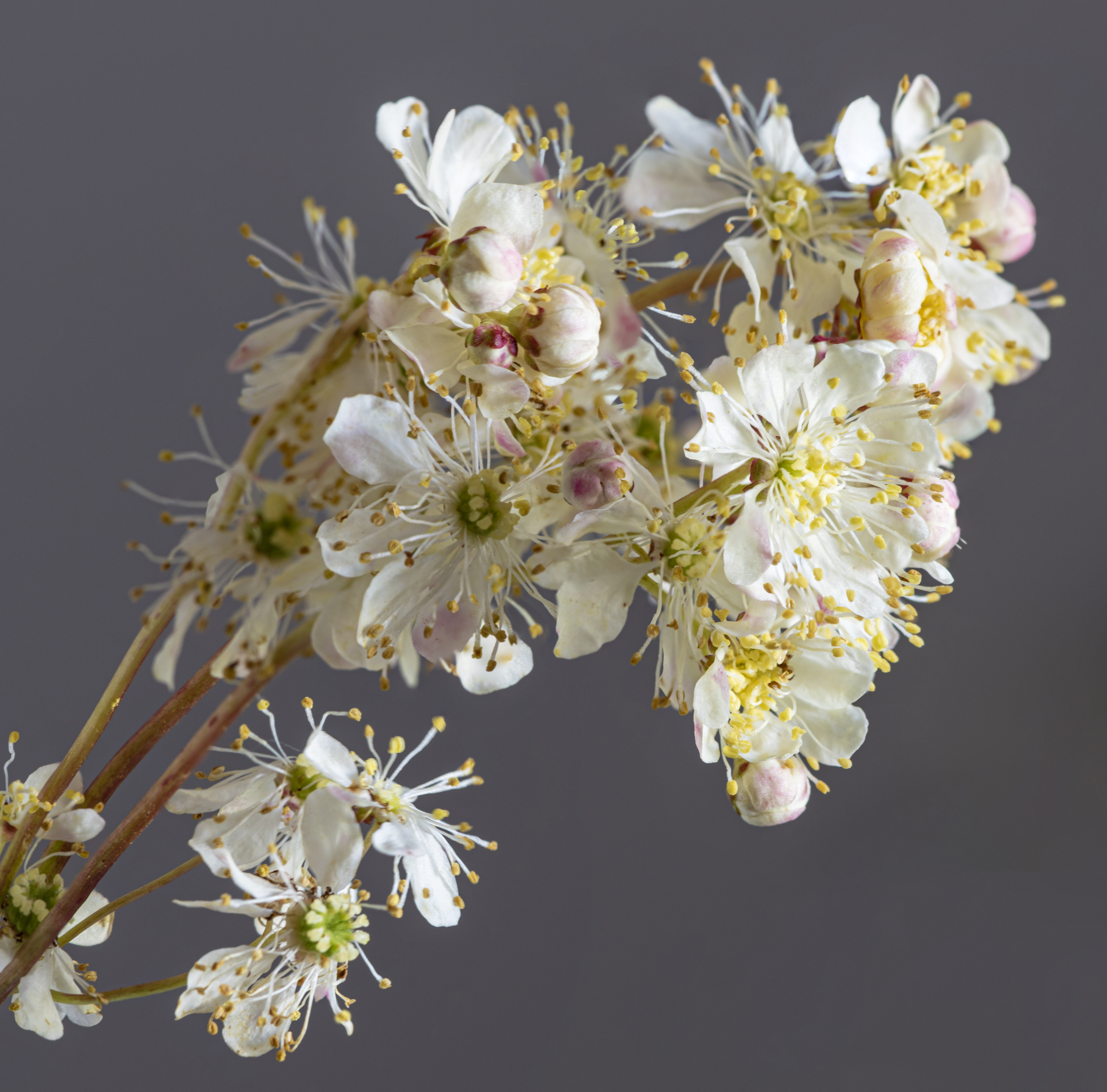
Квіти
- Квіти
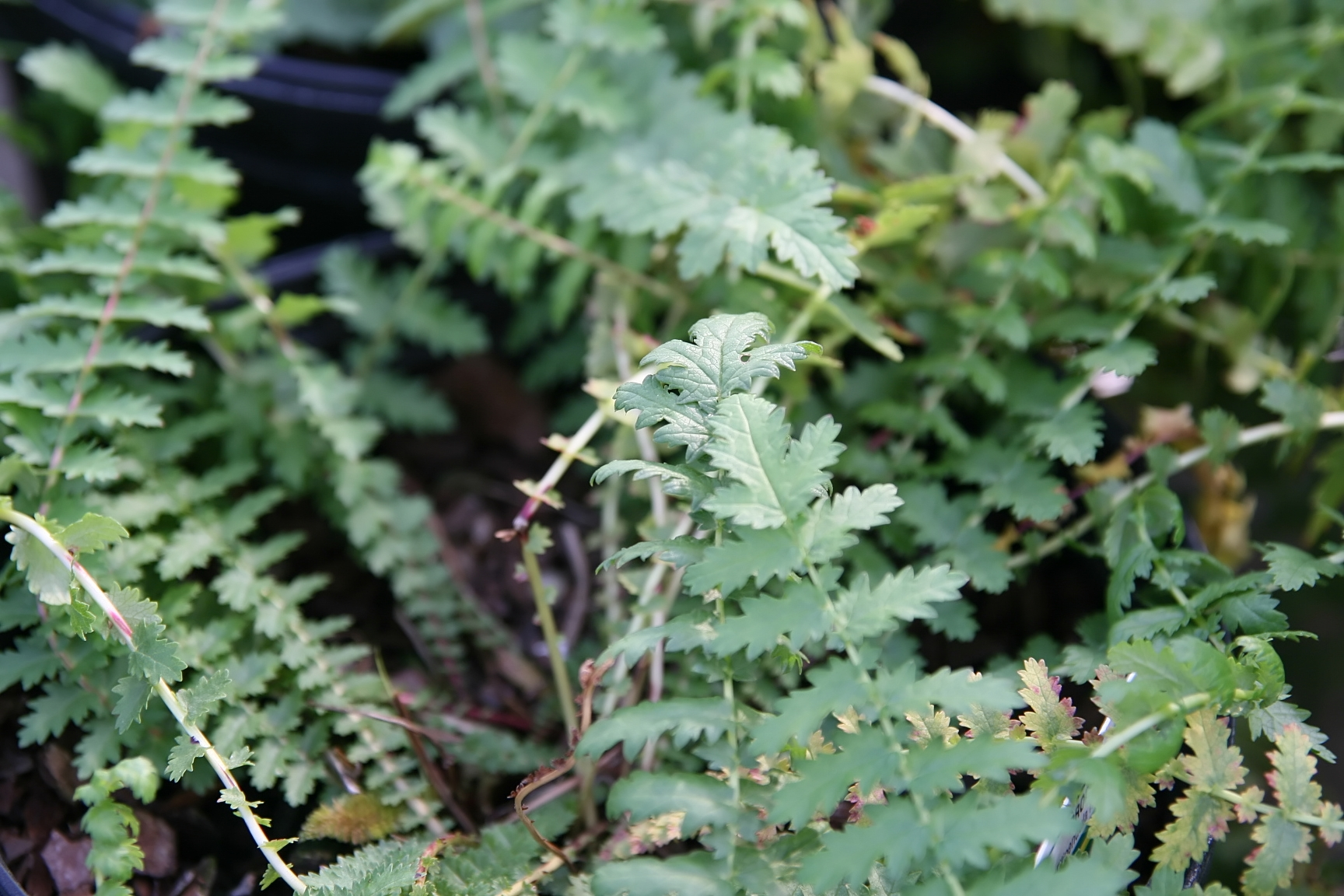
Листя
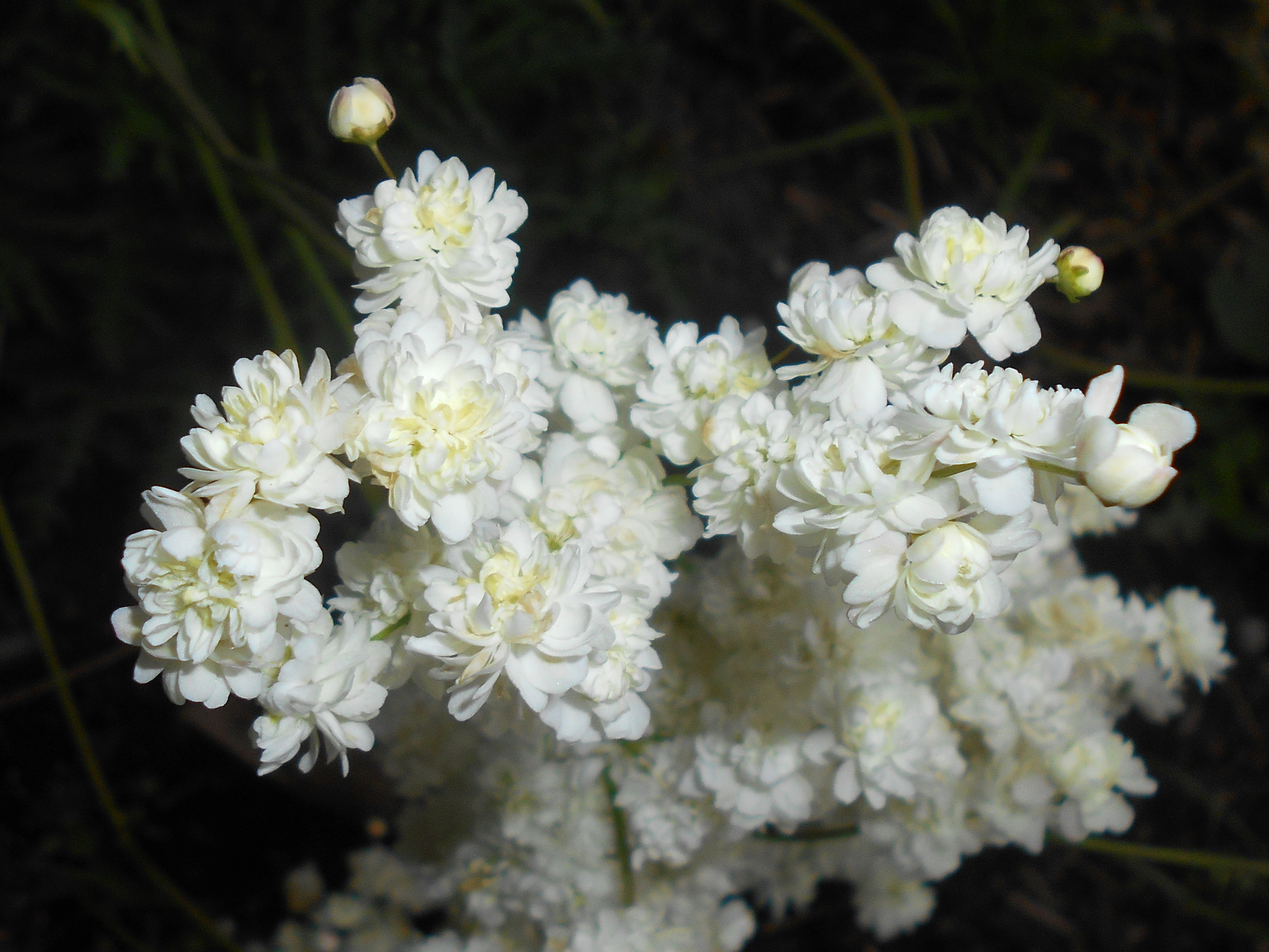
Сорт Мультиплекс